# Kastenholz Honorius Vilmos
Kastenholz Honorius Vilmos (Honorius Wilhelm Kastenholz, Sopron, 1722. – ?) orvosdoktor.

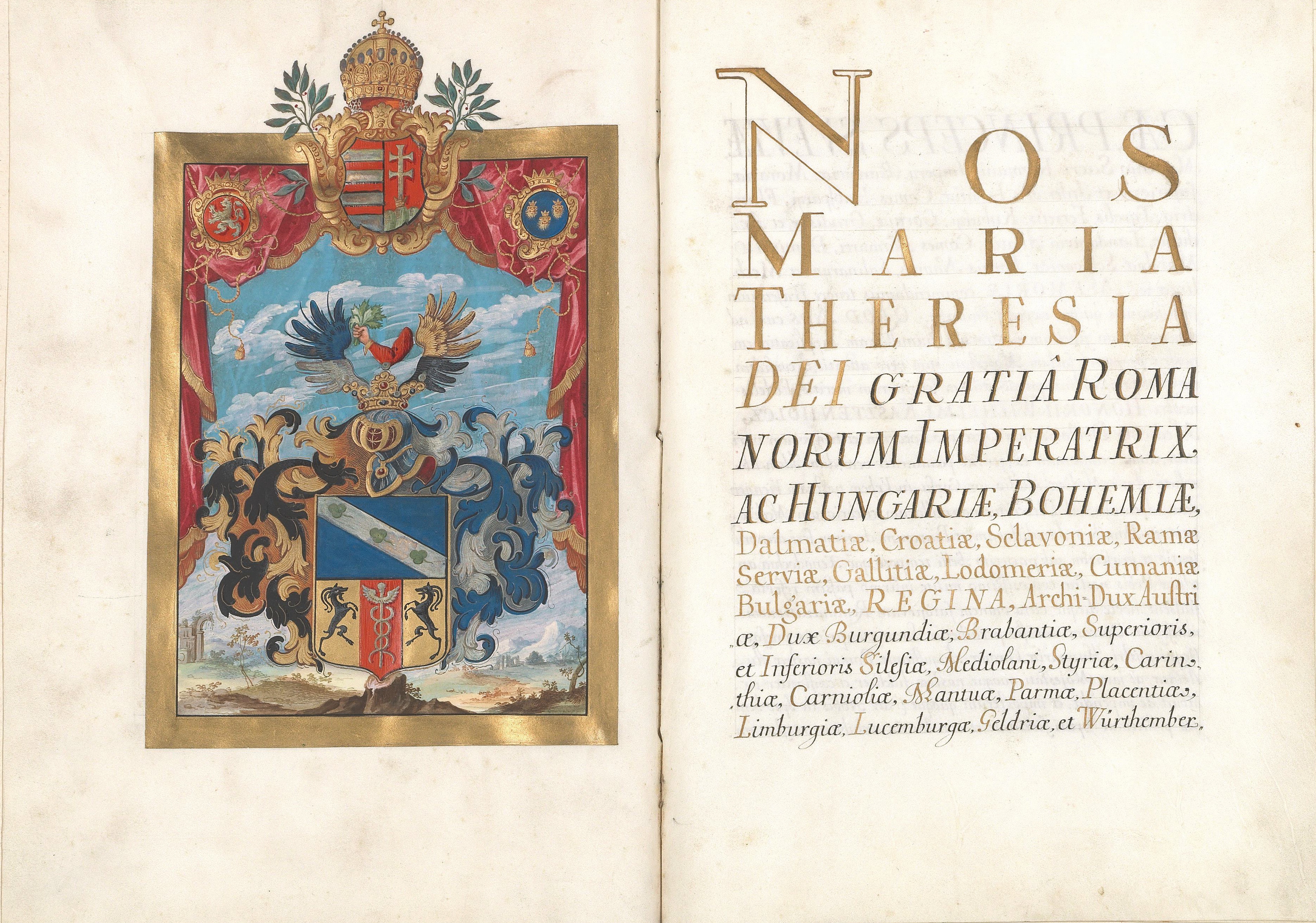
Címeradomány, 1751

## Élete
Kastenholz János András ágostai evangélikus lelkész és Leydenfrost Mária Erzsébet fia, soproni származású. Az altorfi egyetemen tanult, hol 1745. június 29-én nyert orvosdoktori oklevelet; azután mint gyakorló orvos Pozsonyban telepedett le. 1751. augusztus 27-én magyar nemességet nyert. Neje Zsitkovszky Terézia volt.

## Munkái
1. Dissertatio inauguralis medica sistens consectaria quaedam theoretico-practica ex historiis quatuor febrium tertianarum intermittentium deprompta. Altorfii, 1745. (Kiadatott Lausanneban a Disputationes hallerianae Tom. V. 61. és köv. 1.)
2. Commentatio de tristissimo L. R. Civitatis Comaromiensis terrae motu 1763. Hely és év n.